# Hòa Bắc (xã)
Hòa Bắc là một xã thuộc huyện Di Linh, tỉnh Lâm Đồng, Việt Nam.

## Địa lý
Xã Hòa Bắc có diện tích 115,45 km², dân số năm 2022 là 10.266 người, mật độ dân số đạt 88 người/km².

## Lịch sử
Ngày 21 tháng 1 năm 2020, HĐND tỉnh Lâm Đồng ban hành Nghị quyết số 166/NQ-HĐND về việc:
- Sáp nhập Thôn 2 và Thôn 18 vào Thôn 1.
- Thành lập Thôn 2 trên cơ sở Thôn 12, Thôn 16 và Thôn 17.
- Sáp nhập Thôn 4 vào Thôn 3.